# Mother Earth
Mother Earth drugi je studijski album nizozemskog simfonijskog metal sastava Within Temptation koji je izašao 21. kolovoza 2001. Vrlo brzo je dosegao platinastu nakladu u Nizozemskoj i zlatnu u Belgiji, a u Europi je prodano 350 000 kopija. Njegov drugi singl Ice Queen zauzeo je visoka mjesta na top ljestvicama i smatran je najpopularnijom pjesmom Within Temptationa.

## Popis pjesama
1. "Mother Earth" – 5:29
2. "Ice Queen" – 5:20
3. "Our Farewell" – 5:18
4. "Caged" – 5:47
5. "The Promise" – 8:00
6. "Never-Ending Story" – 4:02
7. "Deceiver of Fools" – 7:35
8. "Intro" – 1:06
9. "Dark Wings" – 4:14
10. "In Perfect Harmony" – 6:58
11. "World of Make Believe" [Bonus pjesma] – 4:47